# Sten Suvio
Sten Suvio (25 novembre 1911 – 19 ottobre 1988) è stato un pugile finlandese.
Ha vinto la medaglia d'oro olimpica nel pugilato alle Olimpiadi di Berlino 1936 nella categoria pesi welter.